# Centro storico di Cordova
Il centro storico di Cordova, in Spagna, è uno dei più grandi nel suo genere in Europa. Nel 1984, l'UNESCO ha inserito la Grande moschea di Cordova nel sito dei patrimoni dell'umanità. Un decennio dopo, ha ampliato l'iscrizione per includere gran parte della città vecchia. Il centro storico è ricco di monumenti che conservano ampie tracce di epoca romana, araba e cristiana.

## Contesto storico
Prima città cartaginese, Cordova fu catturata dai romani nel 206 a.C., diventando presto la capitale della Spagna Citeriore con begli edifici e imponenti fortificazioni. Nel VI secolo, con lo sgretolamento dell'Impero romano, la città passò ai Visigoti fino all'inizio dell'VIII secolo quando fu conquistata dai Mori. Nel 716 divenne capoluogo di provincia e, nel 766, capitale dell'emirato musulmano di al-Andalus. Nel X secolo, come Califfato di Cordova, era diventata una delle città più avanzate del mondo, riconosciuta per la sua cultura e tolleranza religiosa. Oltre a un'enorme biblioteca, la città aveva oltre 300 moschee e una moltitudine di palazzi ed edifici amministrativi.
Nel 1236, il re Ferdinando III prese la città, costruì nuove difese e trasformò la Grande Moschea in cattedrale. La città cristiana crebbe intorno alla cattedrale con palazzi, chiese e una fortezza. Sebbene la città avesse perso il suo significato politico, sotto il dominio cristiano, continuò a svolgere un ruolo importante nel commercio grazie alle vicine miniere di rame della Sierra Morena.

## Confini geografici
Il centro storico come definito dall'UNESCO comprende gli edifici e le stradine tortuose intorno alla cattedrale. Confina a sud con il fiume Guadalquivir, così da comprendere il Ponte romano e la Torre di Calahorra, a est con Calle San Fernando e a nord con il centro commerciale. Ad ovest comprende l'Alcázar e il quartiere di San Basilio.

## Monumenti
Evidenze del periodo romano si trovano nel ponte a 16 campate sul Guadalquivir, nei mosaici dell'Alcázar, nelle colonne del tempio romano e nei resti delle mura romane. Oltre ai Bagni califfali, l'influenza moresca è evidente nei giardini dell'Alcázar adiacenti alla Grande moschea. I minareti del periodo sopravvivono nelle chiese di Santiago, San Lorenzo, San Juan e nell'Eremo di Santa Clara. La presenza ebraica durante la dominazione musulmana è visibile nel quartiere La Judería in cui la sinagoga fu utilizzata fino al 1492.
L'Alcázar, originariamente un castello moresco, fu adattato per fungere da residenza per i re cristiani nel XIV secolo, mentre la Torre di Calahorra, costruita dagli Almohadi, fu completamente rimaneggiata da re Enrico II nel 1369. La piccola cappella di San Bartolomeo fu completata in stile gotico-mudéjar nel 1410. Originariamente una chiesa, l'ex Ospedale di San Sebastián, ora Centro Congressi, fu completato nel 1516 in una combinazione di stili gotico, mudéjar e rinascimentale. Altre chiese del periodo includono San Nicolás e San Francisco.
Ci sono anche una serie di importanti edifici del XVI secolo tra cui il Seminario di San Pelagio, la Puerta del Puente e il Palacio del Marqués de la Fuensanta del Valle progettato da Hernán Ruiz. Degno di nota è anche l'Hospital del Cardenal Salazar del XVIII secolo con la sua facciata barocca.
Altri monumenti nel centro storico includono il Palazzo Episcopale costruito sui resti dell'ex palazzo visigoto e ora sede del Museo Diocesano di Belle Arti, e le Scuderie Reali costruite dal re Filippo II nel 1570 come parte dell'Alcázar.

## Galleria d'immagini

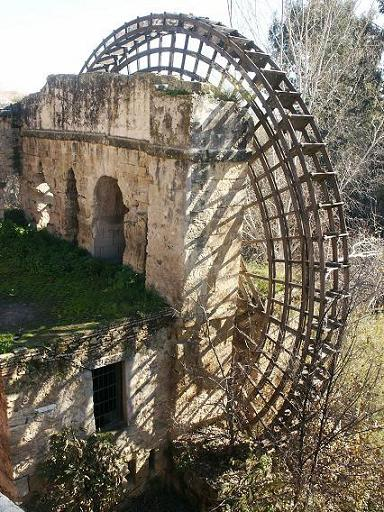
Albolafia, uno dei mulini sul Guadalquivir
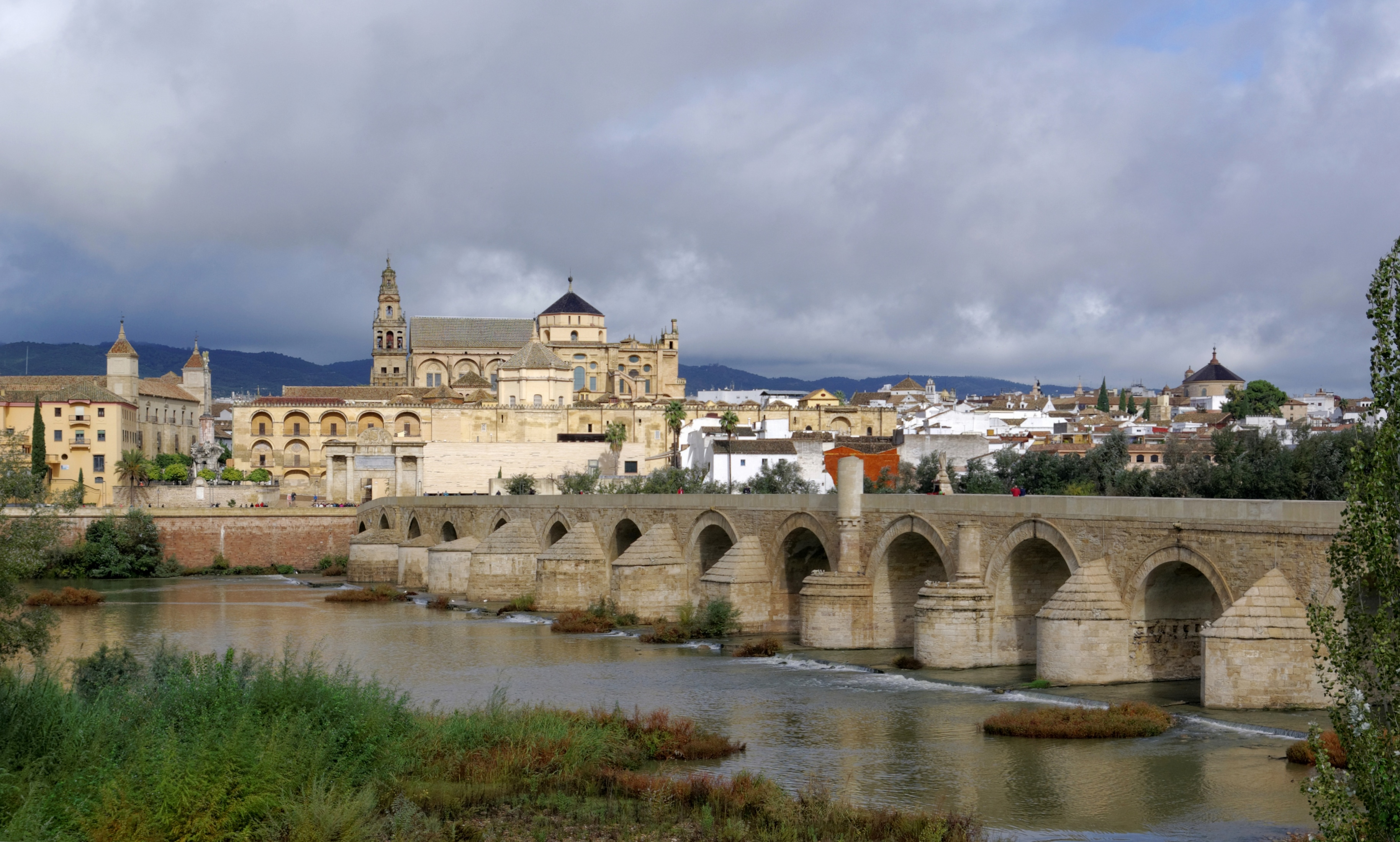
Ponte romano
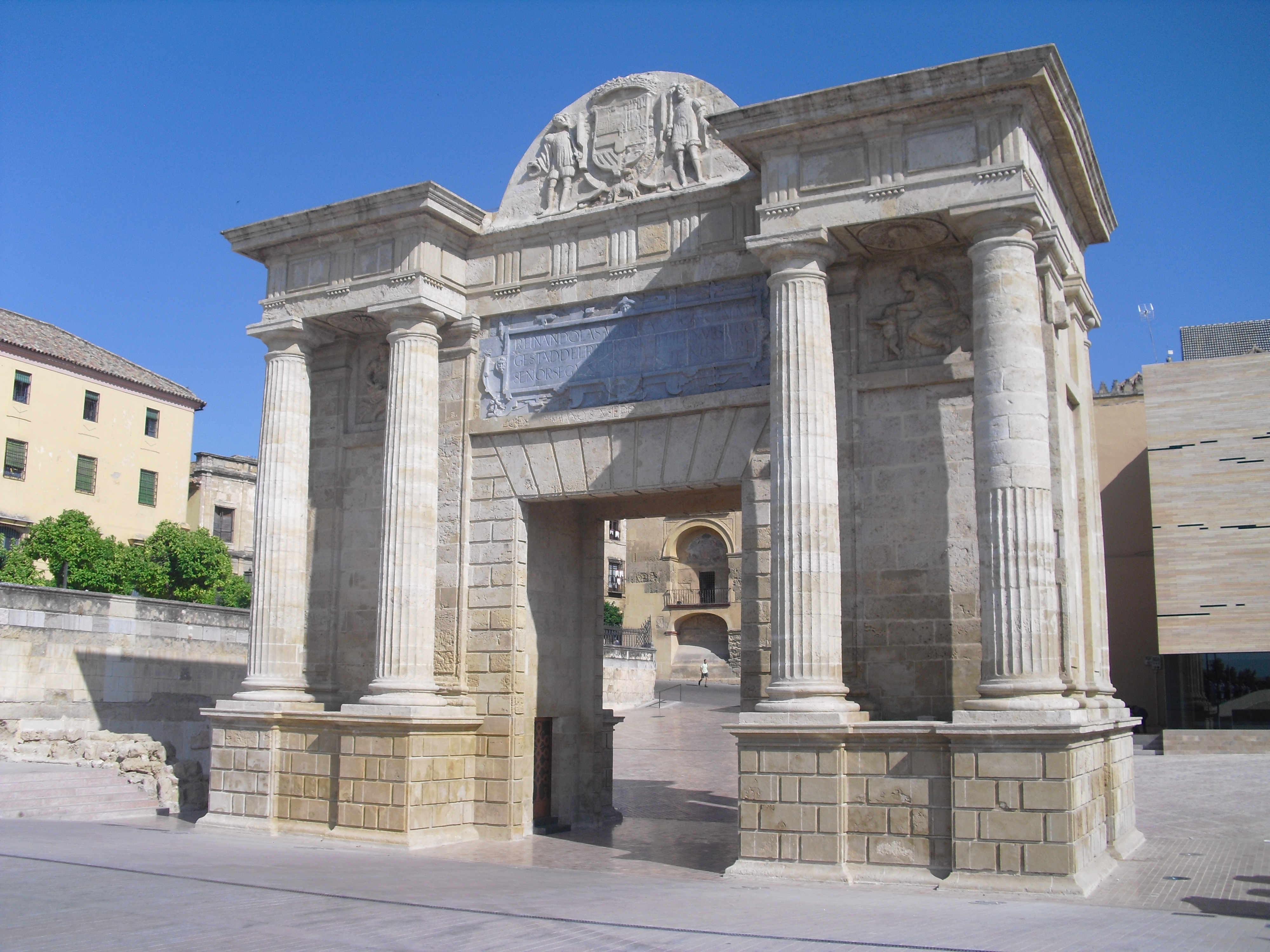
Puerta del Puente
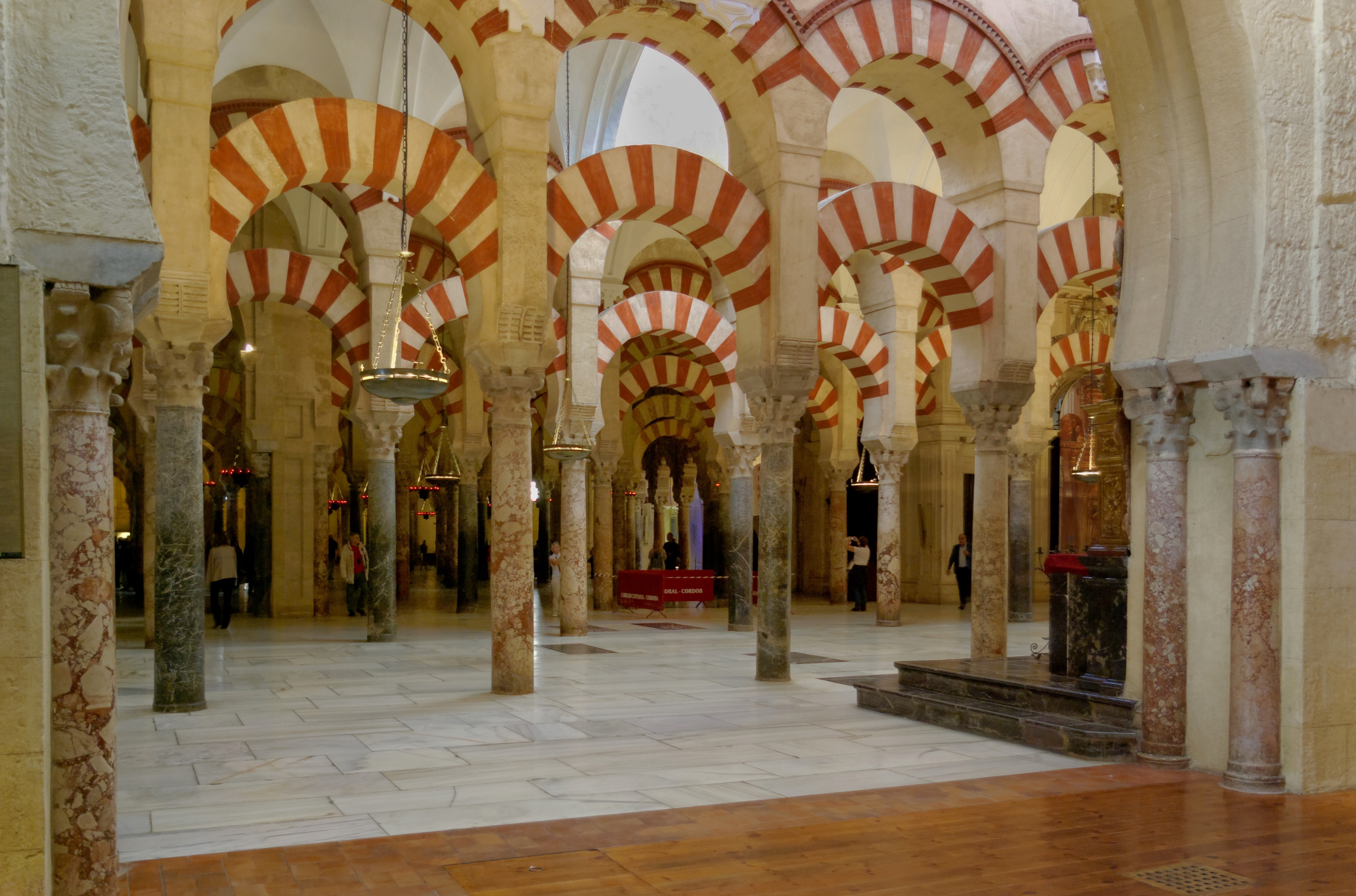
Moschea-cattedrale di Cordova
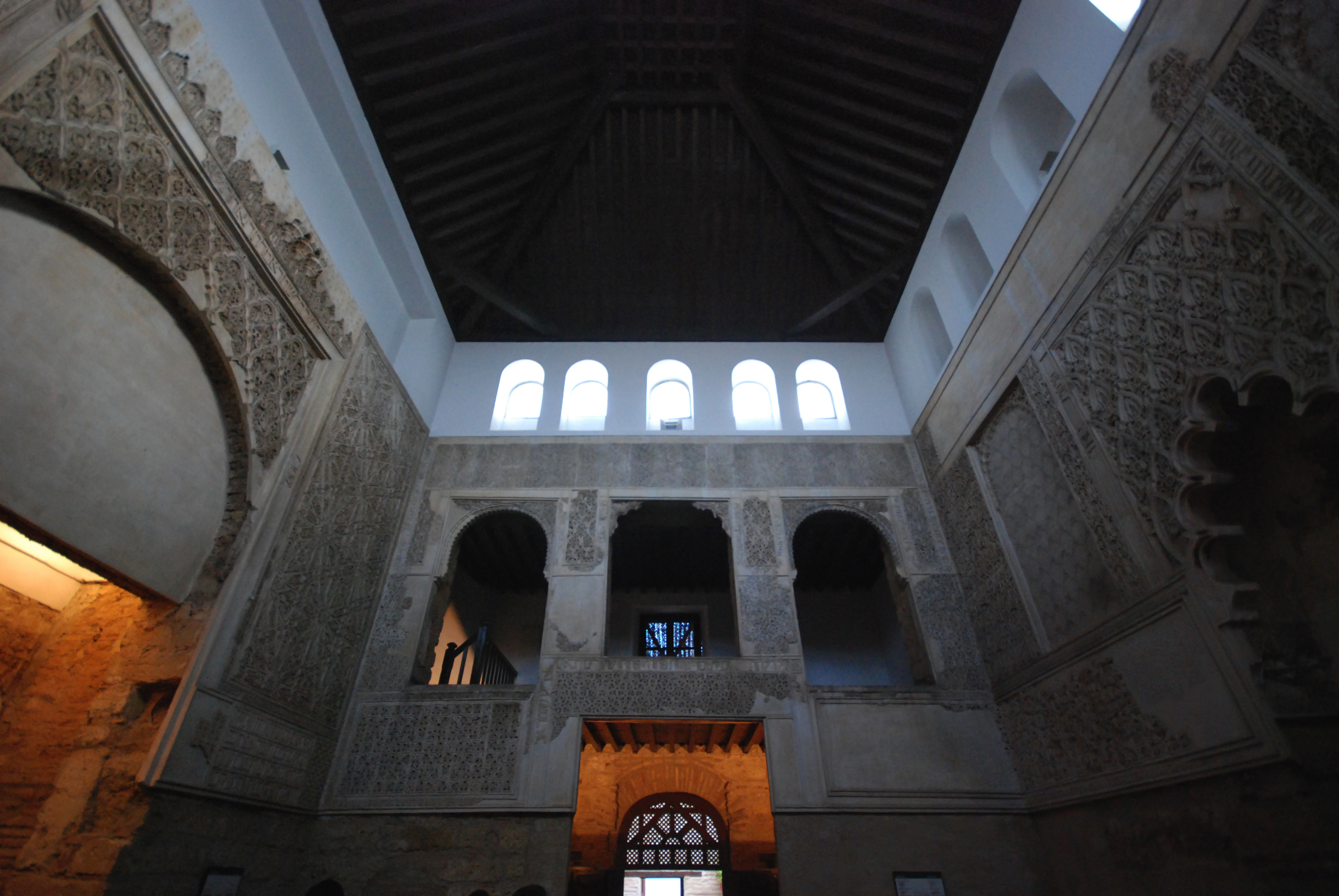
Sinagoga di Cordova
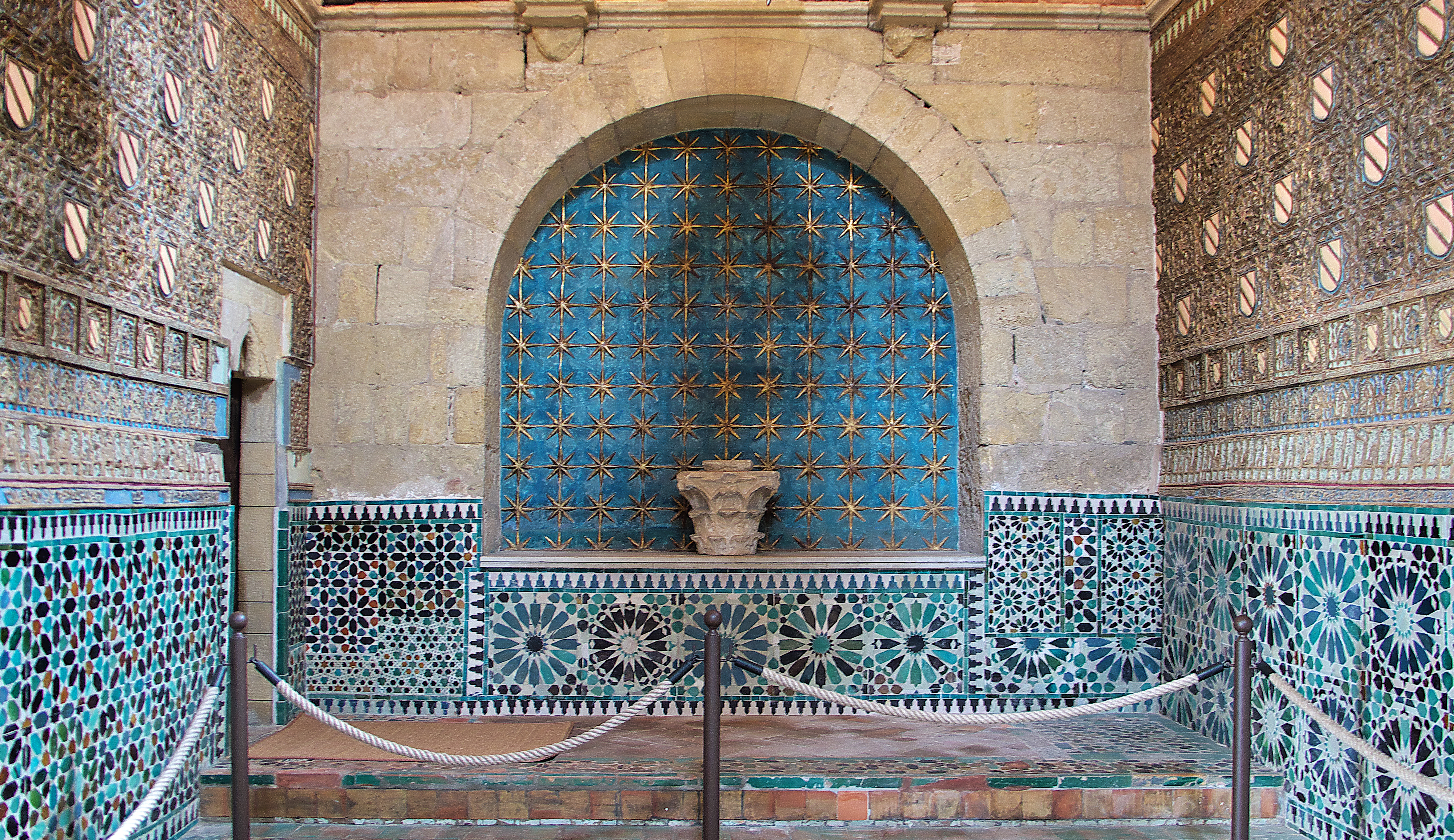
Cappella di San Bartolomeo
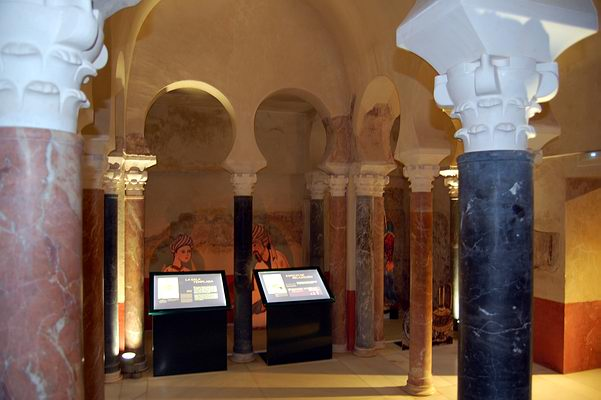
Bagni califfali
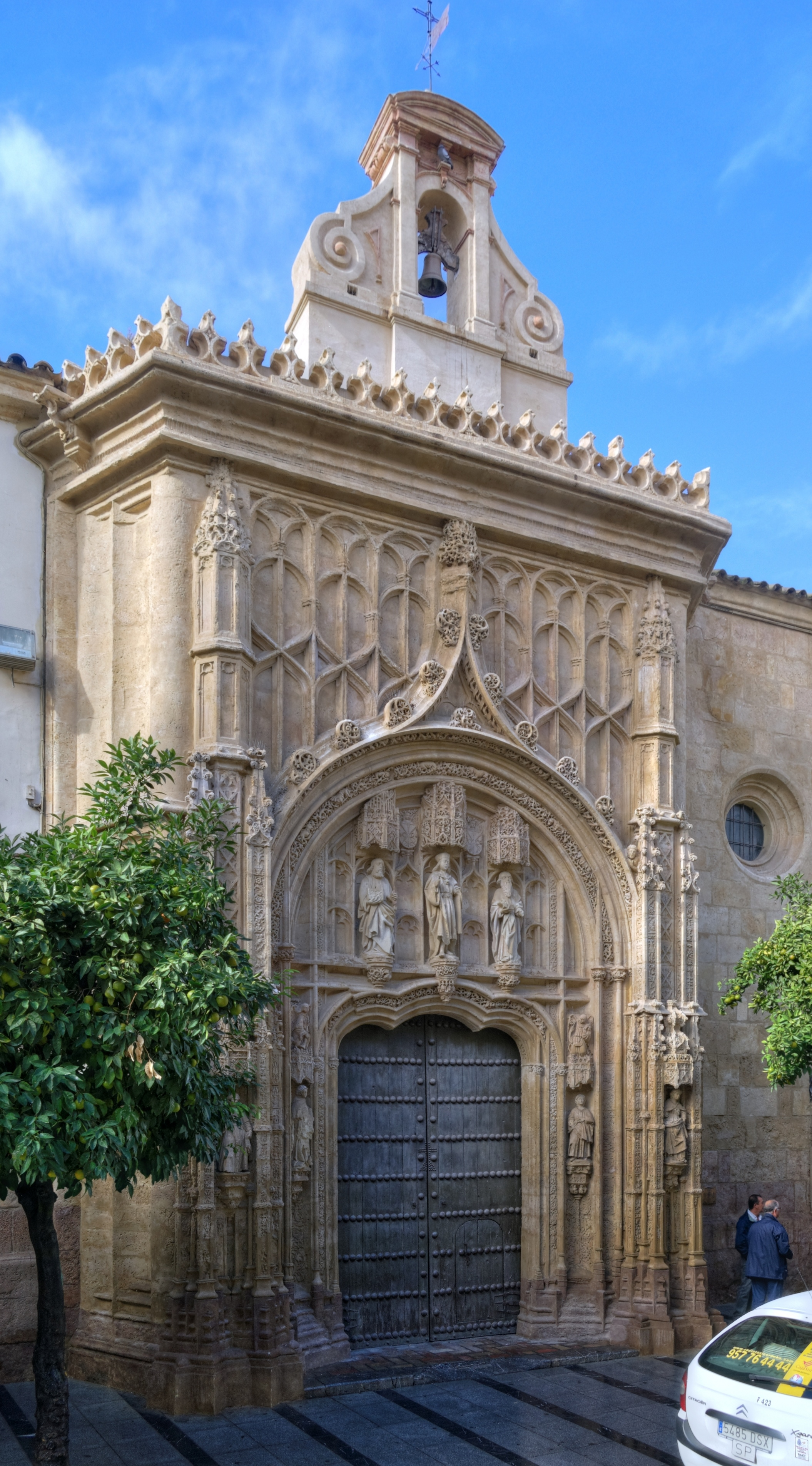
Hospital de San Sebastián
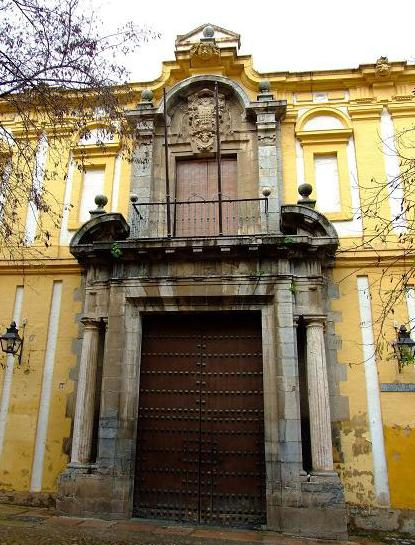
Ex Ospedale del Cardinal Salazar
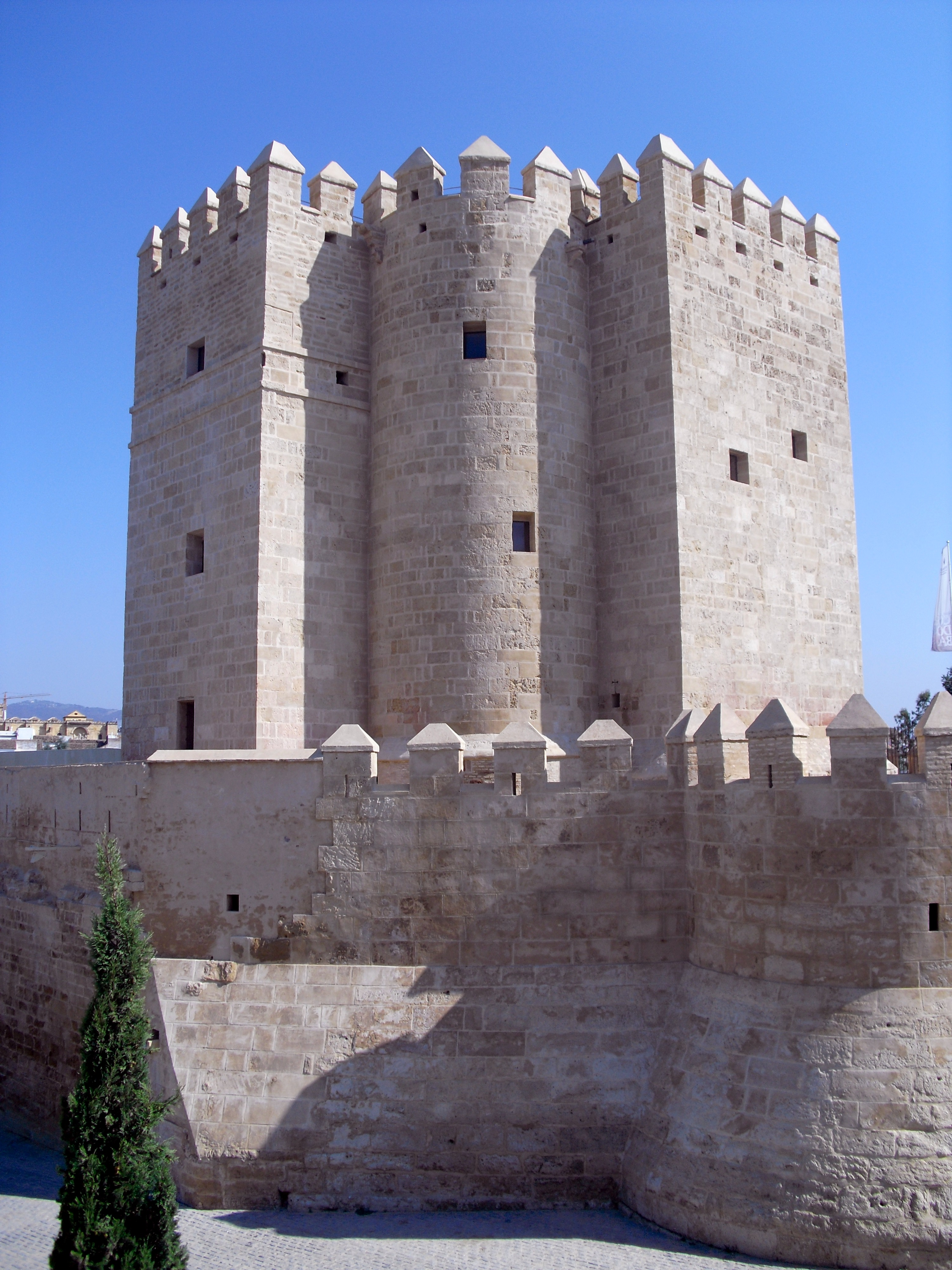
Torre di Calahorra
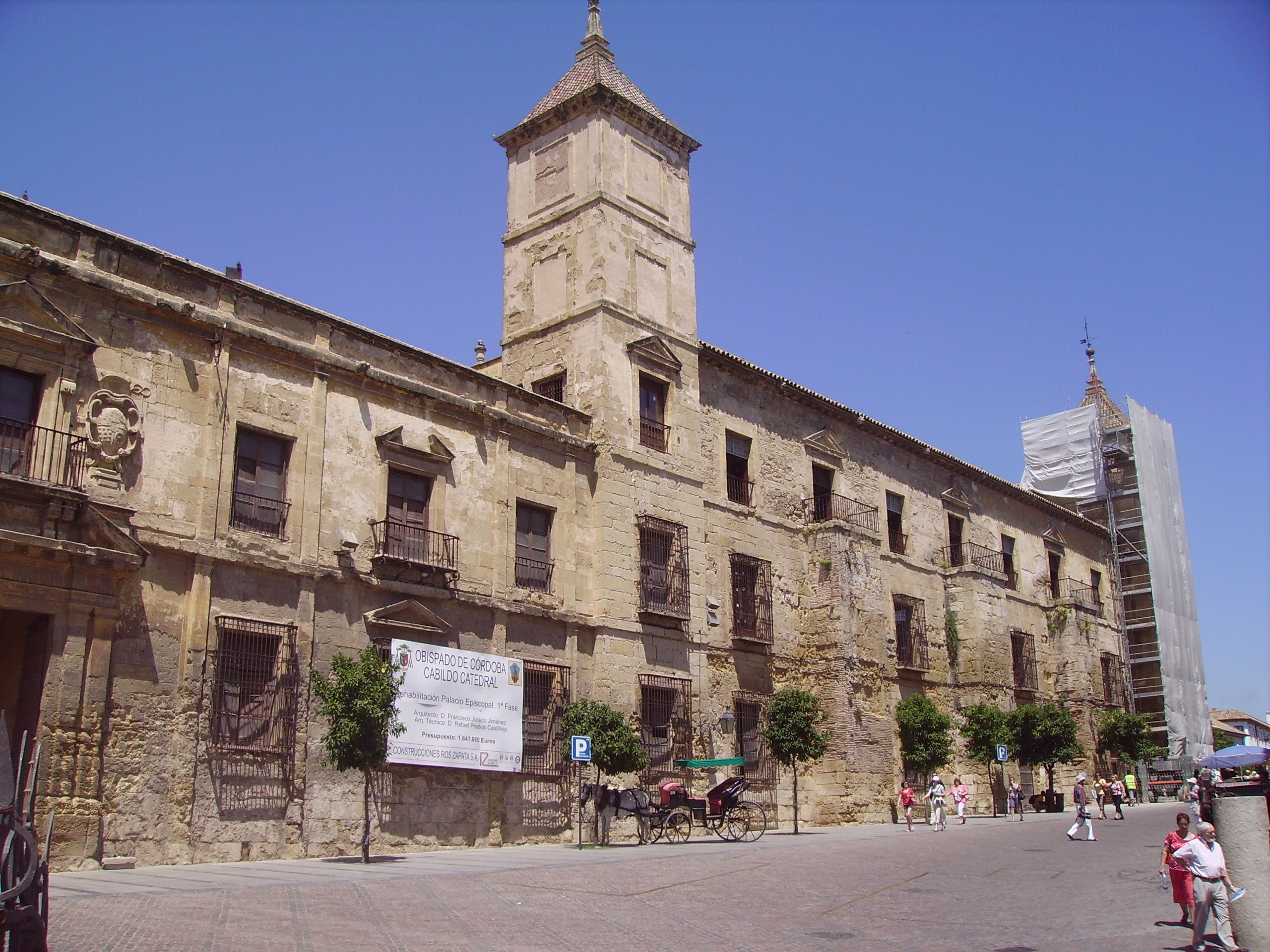
Palazzo episcopale
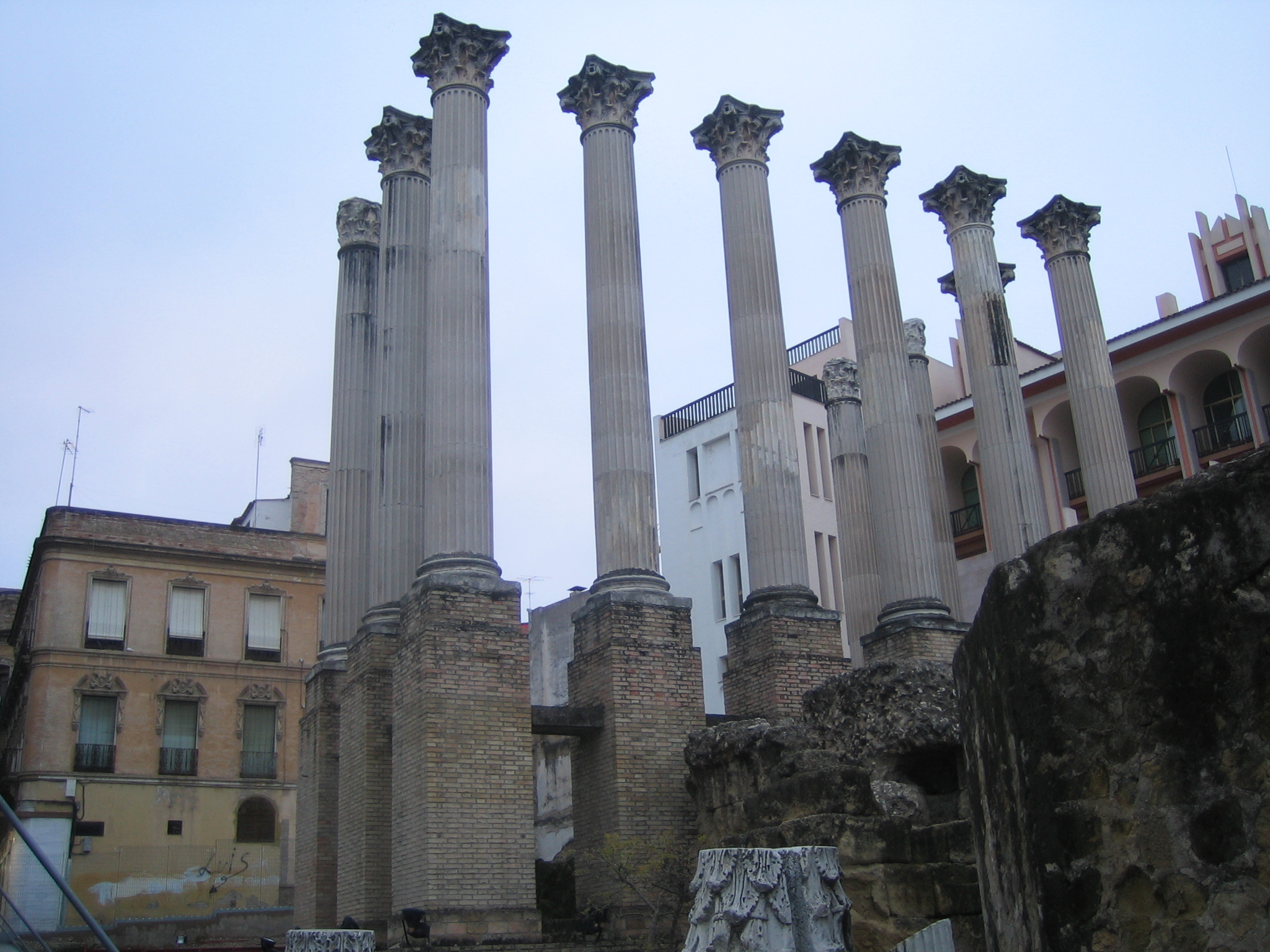
Tempio romano